# Elezioni regionali in Italia del 1978
Le elezioni regionali italiane del 1978 coinvolsero le tre regioni autonome del Nord. Queste elezioni seguirono dunque quelle del 1973.
Riguardando solo regioni a statuto speciale, con forti minoranze etniche, queste elezioni ebbero valenza strettamente locale.

## Elenco
- Elezioni regionali in Valle d'Aosta del 1978, 25 giugno
- Elezioni regionali in Friuli-Venezia Giulia del 1978, 25 giugno
- Elezioni regionali in Trentino-Alto Adige del 1978, 19 novembre

## Risultati
| Regioni                         | Partiti | Partiti | Partiti | Partiti | Partiti | Partiti | Partiti | Partiti | Partiti | Partiti | Partiti | Partiti | Partiti | Partiti | Partiti | Partiti | Partiti | Partiti | Partiti | Partiti | Partiti | Partiti | Partiti | Partiti | Partiti   | Partiti   | Partiti | Partiti |
| Regioni                         | %       | s.      | %       | s.      | %       | s.      | %       | s.      | %       | s.      | %       | s.      | %       | s.      | %       | s.      | %       | s.      | %       | s.      | %       | s.      | %       | s.      | %         | s.        | %       | s.      |
| ------------------------------- | ------- | ------- | ------- | ------- | ------- | ------- | ------- | ------- | ------- | ------- | ------- | ------- | ------- | ------- | ------- | ------- | ------- | ------- | ------- | ------- | ------- | ------- | ------- | ------- | --------- | --------- | ------- | ------- |
| Regioni                         |         |         |         |         |         |         |         |         |         |         |         |         |         |         |         |         |         |         |         |         |         |         |         |         |           |           |         |         |
| Regioni                         | DC      | DC      | PCI     | PCI     | SVP     | SVP     | PSI     | PSI     | UV      | UV      | PSDI    | PSDI    | MSI-DN  | MSI-DN  | Dem.P.  | Dem.P.  | PRI     | PRI     | PLI     | PLI     | DP      | DP      | PdUP    | PdUP    | Regionali | Regionali | Altri   | Altri   |
| Valle d'Aosta 25 giugno         | 21,2    | 7       | 19,5    | 7       |         |         | 3,6     | 1       | 24,7    | 9       | 2,1     | 1       | 1,3     | -       | 11,8    | 4       | 1,9     | 1       | 1,8     | 1       | 2,0     | 1       |         |         | 3,1       | 1         | 7,0     | 2       |
| Friuli-Venezia Giulia 25 giugno | 39,6    | 26      | 21,8    | 14      | 9,5     | 5       |         |         | 5,0     | 3       | 4,2     | 2       |         |         | 2,3     | 1       | 1,3     | 1       | 1,3     | 1       | 1,3     | 1       | 12,7    | 7       | 1,0       | -         |         |         |
| Trentino-Alto Adige 19 novembre | 30,4    | 22      | 8,9     | 7       | 29,8    | 21      | 6,3     | 4       | 2,7     | 2       | 2,3     | 2       | 2,3     | 1       | 1,5     | 1       | 1,2     | 1       |         |         | 13,8    | 9       | 0,7     | -       |           |           |         |         |

Fonte:  Antonio Agosta, Elezioni in Italia, in Quaderni dell'osservatorio elettorale toscano, n. 11, luglio 1983. e  Elezioni del Consiglio regionale (PDF), su region.trentino-s-tirol.it,  p. 38.